# Моштре (Високо)
Моштре (у средњовјековним изворима: Моиштри, Моиштре) биле су средњовјековно мјесто гдје се налазио двор Босанског краљевства и гдје је Црква босанска имала високо училиште. То је слабо истражено археолошко подручје средњовјековне височке долине.
О високом училишту у Моштру говоре четири хисторијска списа потекла управо од противника Цркве босанске. У Моштрима се налазила кућа крстјана, гдје је Црква босанска обављала своје јавне послове и имала високо училиште босанске вјерске организације. Моштрима се и повремено налазио бански и краљевски двор одакле су писане повеље. Повеља босанског бана Стјепана II. Котроманића издата у Моштри у У хижи великиог госта Радослава из 1322. године а као свједоци се појављују свећеници Цркве босанске, велики Ђед Радослав, велики гост Радослав, те старци Радомир, Жубомир и Вучко, који су присуствовали овом догађају издавања повеље кнезу Вукославу Хрватинићу гдје је сачуван велики печат Стјепана, којег испочетка употребљава и млади бан Твртко. Касније ће Твртко постати краљ, па ће на двору у Моштрима, 1380. издати повељу Хрвоју Вукчићу (Писaно вь двор крaлaвьствa ми на моищтри мцa мaрьтa 12 днь тога лъто рожьтвa хрстовa 1380 / Писано на двору краљевства мога у Моштрима мјесеца марта 12 дана овога љета од рођења Христова 1380)